# 新知客
新知客是一本面向大众的科学生活期刊。其前身是1980年创办于天津的科普期刊《科学与生活》，在20世纪80年代的中国大陆地区影响极大，发行量一度接近200万份。进入21世纪后，其影响力一度衰减，发行量萎缩。
2006年，欧洲最大的专业期刊出版集团古纳雅尔公司（G+J）(link （页面存档备份，存于）)注资《科学与生活》，引入其在欧洲的多本科普期刊《Focus》 (link （页面存档备份，存于）)，《P.M.》 (link)，《muy》 (link （页面存档备份，存于）)，《Ca》 (link （页面存档备份，存于）)等的版权内容，同时将其更名为《新知客》，于2006年3月推出创刊号，并并投入大量资金在中国大陆各大城市进行市场推广，使得《新知客》迅速重新成为科普期刊的领军者。
2007年之后，《新知客》逐渐从购买外刊版权转向自主原创，从时尚科普转向“科学新闻”，并于2009年8月改版，完全从科普期刊转型成为一本科学生活类期刊。
于2010年12月刊开始休刊，至今。

## 单位
主管单位是天津市新闻出版局，主办单位是天津科学技术出版社/天津北洋音像出版社　出版单位是天津科学与生活杂志社。

## 基本信息
月刊，每期零售价：
10.00元/期，
出刊日期：
每月1日，
报刊版式：
16开128页内文+4封

## 网站
- （中文）新知客官网